# Bingo Sainte Hermelle
Bingo Sainte Hermelle (né le 16 avril 2011) est un étalon inscrit Selle français de robe alezane, monté en saut d'obstacles par le cavalier allemand Daniel Deußer.

## Histoire

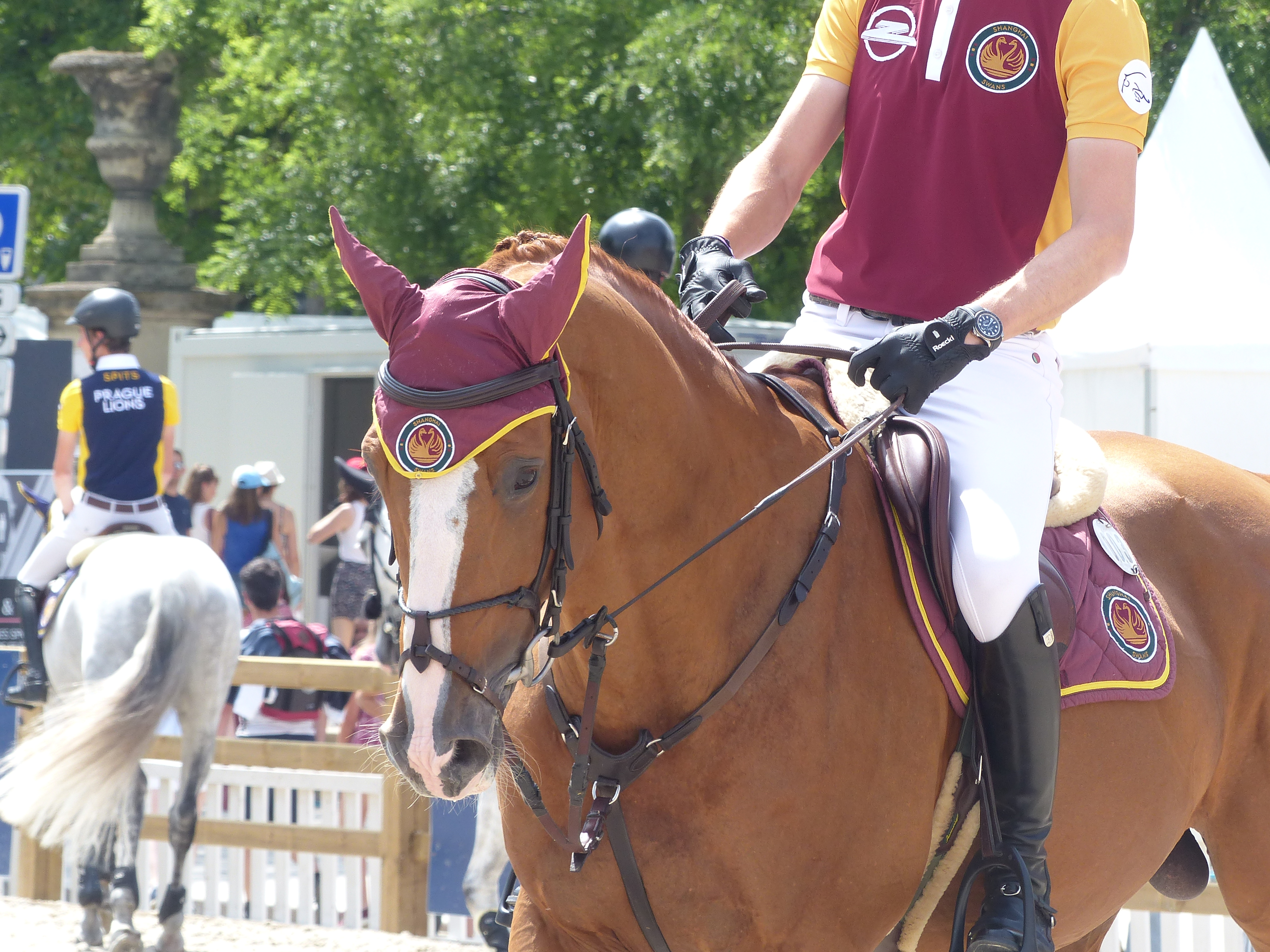
Bingo Sainte Hermelle au Paris Eiffel Jumping de 2023.

Bingo Sainte Hermelle naît le 16 avril 2011, à l'association d'élevage Sainte Hermelle située à Gouy-lez-Piéton, en Belgique,. Son éleveur est Raymond Lefèvre. Il est approuvé comme Selle français dès l'âge de deux ans, grâce à ses qualités.
Il se qualifie successivement en finale des jeunes chevaux de saut d'obstacles de 4 et de 5 ans en France. Il est alors acquis par la société d'Axel Verlooy, Eurohorse. Le cavalier néerlandais Harrie Smolders gagne avec lui les classes Youngster à Valkenswaard pour chevaux de 6 ans. L'année suivante, Bingo est vendu à Equus Terra au Mexique. Il est alors monté par Martin Alejandro Jimenez Valdivia, qui l'amène sur des concours à 1,50 m. 
Il devient ensuite l'un des chevaux de tête du cavalier allemand international Daniel Deußer, au début de l'année 2021.
Il est présenté au public lors du salon des étalons de Saint-Lô, édition 2024.

## Description

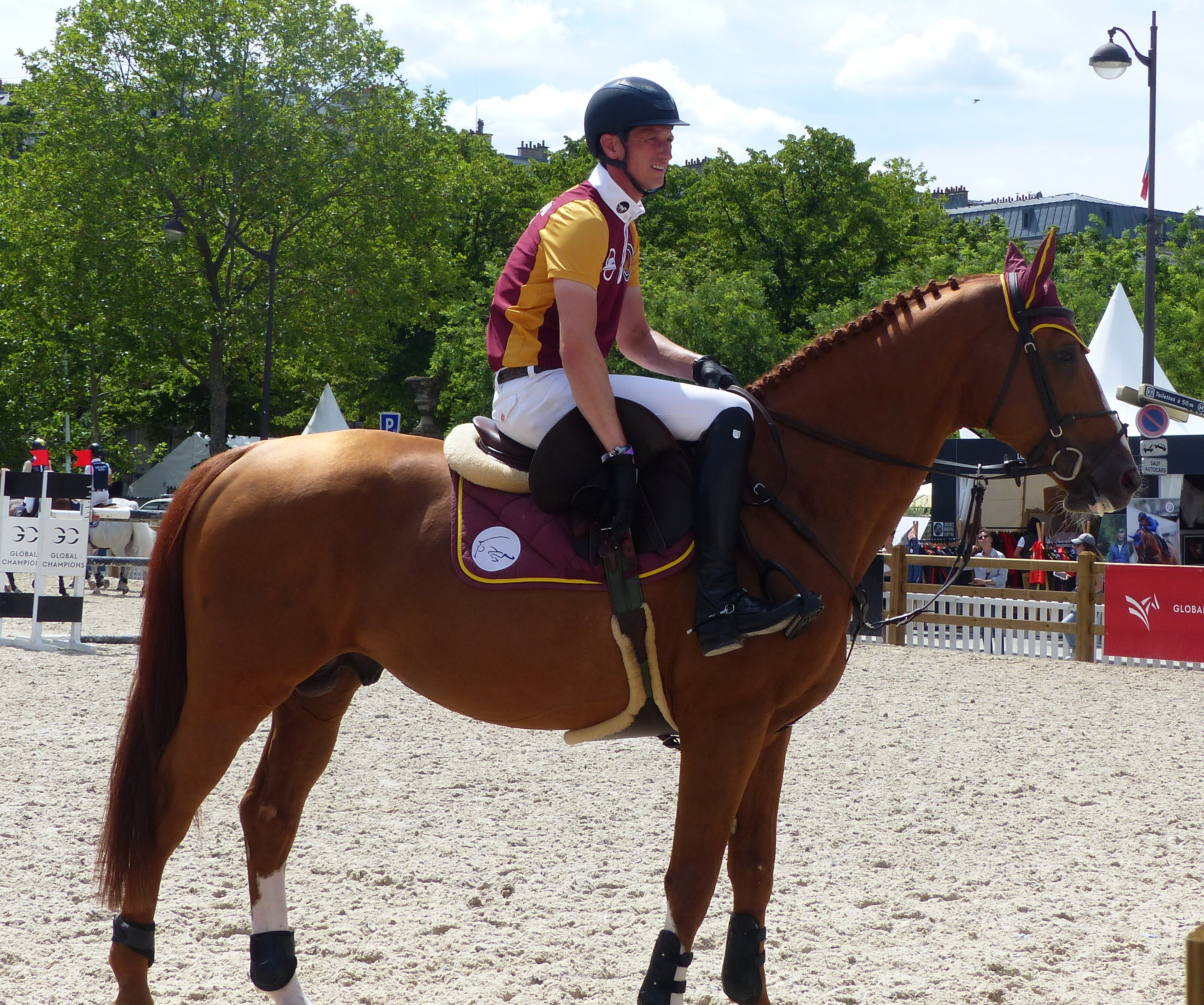
Profil de Bingo Sainte Hermelle.

Bingo Sainte Hermelle est un étalon de robe alezane, inscrit au stud-book du Selle français.
Il mesure 1,69 m à l'âge de 4 ans.

## Palmarès
Il atteint un indice de saut d'obstacles (ISO) de 175 en 2022.
- juin 2022 : vainqueur du Global Champions Tour Grand Prix 5* de Cannes[4],[9] ;
- juillet 2022 : vainqueur du Grand Prix du CSI3* de Dinard[10] ;
- janvier 2023 : vainqueur du  Jumping international d’Amsterdam[11] ;
- février 2023 : vainqueur du Jumping international de Bordeaux[12]

## Origines
Ses origines sont essentiellement françaises, puisqu'il porte le label Selle français originel. C'est un fils de l'étalon Selle français Number One d'Iso, sa mère Ujade Sainte Hermelle étant une jument née en Belgique mais issue de l'étalon Selle français Diamant de Semilly,,. Il présente 45 % d'origines génétiques Pur-sang selon l'Institut français du cheval et de l'équitation, 46,3 % selon le site web Hippomundo.
Son principal ancêtre est l'étalon Diamant de Semilly.

## Descendance
Bingo Sainte Hermelle est approuvé à la reproduction chez la race du BWP.